# Cher (departma)
Cher (oznaka 18) je francoski departma v osrednji Franciji, imenovan po reki Cher, ki teče skozenj. Nahaja se v regiji Center.

## Zgodovina
Departma je bil ustanovljen v času francoske revolucije 4. marca 1790 iz dela nekdanje province Berry.

## Geografija
Cher leži v vzhodnem delu regije Center. Na zahodu meji na departmaja Indre in Loir-et-Cher, na severu na Loiret, na vzhodu na burgundski departma Nièvre, na jugu pa na departmaja Allier (regija Auvergne) in Creuse (Limousin).